# Atis Švinka
Atis Švinka (ur. 24 marca 1973 w Rydze) – łotewski przedsiębiorca, menedżer i polityk, poseł na Sejm, były wiceminister obrony, od 2025 minister transportu.

## Życiorys
Na początku lat 90. kształcił się na Łotewskim Uniwersytecie Rolniczym. W 2002 ukończył studia z dziedziny zarządzania na Uniwersytecie Łotwyw Rydze.
Pracę zawodową zaczynał jako nauczyciel, zajmował także stanowiska menedżerskie. Był m.in. dyrektorem wykonawczym organizacji „Junior Achievement Latvija”, która zajmowała się m.in. wprowadzaniem nauki ekonomii do łotewskich szkół. Kierował też projektem „Ēnu diena”. Od połowy lat 90. kierował grupą spółek.
W wyborach w 2020 bez powodzenia kandydował do rady miejskiej Rygi z ramienia lewicowo-liberalnej koalicji, w której uczestniczyli Postępowi. W następnym roku wszedł do zarządu tego ugrupowania, w latach 2021–2023 był jego współprzewodniczącym. W wyborach w 2022 uzyskał mandat posła na Sejm XIV kadencji z ramienia Postępowych w okręgu Semigalia.
Od września 2023 był sekretarzem parlamentarnym w ministerstwie obrony w rządzie Eviki Siliņi. 6 marca 2025 Sejm zatwierdził go na stanowisku ministra transportu w tym gabinecie; został powołany w miejsce Kasparsa Briškensa.